# 우선변제권
우선변제권은 요건을 갖춘 임차권은 물권과 동등하게 권리 효력 발생일의 선후를 따져 순위대로 경매 매득금에서 배당을 받을 수 있는 것을 말한다.
만일 순위가 늦으면 우선변제권으로도 전혀 배당을 못 받을 수 있다.
우선변제권으로배당에 참여하려면 낙찰 기일까지 배당 요구를 하여야하며, 대항력 있는 임차권이라 하더라도 계약서 확정일자가 늦거나, 안되어 있으면 배당에 있어서는 매우 불리하므로 배당을 포기하고, 낙찰인에게 인수시켜 대항력을 주장하는 길을 택해야 할 것이다.
대항력 있는 임차권자가 배당 요구를 하였는데 배당 수령액이 보증금에 미달하는 경우는 임차권이 소멸되지 않고 낙찰인이 인수하게 되며, 추후에 부족한 보증금을 낙찰인에게서 반환 받을 수 있다. 즉 나머지 보증금 전액을 받을 때까지 집을 비워주지 않아도 된다.

## 소액임차인의 최우선변제권
주택임대차보호법 제8조에 의한 것이다. 최우선변제권을 행사하기 위해서는 임차인이 주택의 인도(점유)와 주민등록(전입신고)을 마치는 등 기본적인 대항력을 갖추어야 한다.

## 사례
- E씨는 지난 2012년 2월1일 A씨로부터 4천만원을 차용하면서 F씨를 보증인으로 세웠고, 자신의 유일한 재산인 X토지에 관해 같은해 3월1일 B씨로부터 1억원을 차용하면서 채권최고액 1억1천만원인 근저당권을 설정해 주었다. 이 경우, 비록 A가 B보다 먼저 돈을 빌려주었으나 근저당권에 우선변제권이 있어 B가 선순위로 먼저 배당을 받게 되며 A는 이후 남는 배당금을 안분하여 배분받게 된다[1].

## 같이 보기
- 대항력
- 주택임대차보호법